# Hesperantha longistyla
Hesperantha longistyla är en irisväxtart som beskrevs av John Charles Manning och Peter Goldblatt. Hesperantha longistyla ingår i släktet Hesperantha och familjen irisväxter. Inga underarter finns listade i Catalogue of Life.